# 震動人
電擊俠（英語：Shocker），本名赫曼·舒爾茨（Herman Schultz），是漫威漫畫中的虛構超級反派角色，由作家史丹·李和藝術家小約翰·羅米塔創作。電擊俠首次於《神奇蜘蛛俠》#46中登場。

## 人物
赫曼·舒爾茨出生於美國紐約市。高中輟學的赫曼擁有發明家和工程師的才能，但他卻選擇成為一個竊賊。在一次犯案時被捕，在監獄中他研發出一對可以投射空氣爆炸的高頻率振動手套。赫曼利用他的手套成功逃獄，並成為一個被稱為“震動人”的超級反派。

## 其他媒體

### 電視
- 《蜘蛛俠和他的驚奇朋友》：約翰·史蒂芬森（英语：John Stephenson (actor)）配音[1]。
- 《蜘蛛人》：吉姆·卡明斯配音[1]。
- 《神奇蜘蛛人》：傑夫·班尼特（英语：Jeff Bennett）配音[1][2]。
- 《終極蜘蛛俠》：由特羅伊·貝克配音[3]。
- 《蜘蛛人》：由卡梅隆·伯埃斯配音[4]。

### 電影
- 漫威電影宇宙：由博金·伍德賓（英语：Bokeem Woodbine）飾演。
  - 《蜘蛛俠：強勢回歸》（2017年）[5][6]

### 遊戲
- 《蜘蛛人與X戰警：街機復仇（英语：Spider-Man and the X-Men in Arcade's Revenge）》
- 《蜘蛛人（英语：Spider-Man (1995 video game)）》
- 《蜘蛛人2：電光人（英语：Spider-Man 2: Enter Electro）》，由達蘭·諾里斯（英语：Daran Norris）配音[1]。
- 《蜘蛛人（英语：Spider-Man (2002 video game)）》，由麥可·比提配音[1]。
- 《蜘蛛人2（英语：Spider-Man 2 (video game)）》，由麥可·比提配音[1]。
- 《終極蜘蛛人（英语：Ultimate Spider-Man (video game)）》，由布萊恩·喬治（英语：Brian George）配音。
- 《Marvel：終極聯盟（英语：Marvel: Ultimate Alliance）》，由麥可·高福（英语：Michael Gough (voice actor)）配音。
- 《蜘蛛人：暗影之網（英语：Spider-Man: Web of Shadows）》，由利亞姆·奧布萊恩配音。
- 《Marvel：終極聯盟2（英语：Marvel: Ultimate Alliance 2）》，由瑞克·D·瓦瑟曼（英语：Rick D. Wasserman）配音。
- 《蜘蛛人：時間裂痕（英语：Spider-Man: Edge of Time）》，由史蒂芬·布魯姆（英语：Steven Blum）配音。
- 《漫威英雄 Online》，由戴夫·保特（英语：Dave Boat）配音。
- 《樂高漫威超級英雄》：於死侍bonus關卡登場，由格雷格·西佩斯（英语：Greg Cipes）配音，為玩家可使用角色之一。
- 《Marvel：復仇者聯盟（英语：Marvel: Avengers Alliance）》[7]
- 《蜘蛛人：驚奇再起2》，由雷恩·阿羅索（英语：Ryan Alosio）配音。
- 《樂高漫威超級英雄2（英语：Lego Marvel Super Heroes 2）》[8]
- 《蜘蛛俠》：由戴夫·B·米謝爾（英语：Dave B. Mitchell）配音[9]。

## 外部連結
- Shocker （页面存档备份，存于） 漫畫書數據庫
- Shocker （页面存档备份，存于） 超級英雄數據庫
- Marvel Comics Database: Shocker （页面存档备份，存于）